# Spilosoma lugubris
Spilosoma lugubris är en fjärilsart som beskrevs av Herrich-Schäffer 1844. Spilosoma lugubris ingår i släktet Spilosoma och familjen björnspinnare. Inga underarter finns listade i Catalogue of Life.